# Bourtange
Bourtange (phát âm tiếng Hà Lan: [ˌbuːrˈtɑŋə]; Gronings: Boertang) là một ngôi làng nhỏ có dân số khoảng 430 người, thuộc khu đô thị của Vlagtwedde, Hà Lan. Nó nằm ở vùng Westerwolde, phía đông tỉnh Groningen, gần biên giới với Đức. Ngôi làng được bảo vệ bởi thành lũy của Pháo đài Bourtange, kiến trúc quân sự được xây dựng vào năm 1593 trong khoảng thời gian diễn ra Cách mạng Hà Lan, và được sử dụng cho đến năm 1851.
Pháo đài có hình dạng một ngôi sao năm cánh, được phục hồi lại hình dáng ban đầu của nó vào năm 1960, ngày nay là một bảo tàng ngoài trời.

## Tên nguyên
Cái tên Bourtange xuất phát từ Tange trong tiếng Hà Lan có nghĩa là rặng cát bởi ngôi làng nằm trên một rặng cát có vị trí chiến lược quan trọng của đồng lầy Bourtange Moor.

## Lịch sử
Pháo đài Bourtange được xây dựng từ thời Cách mạng tư sản Hà Lan (khoảng từ năm 1568-1648), khi Willem van Oranje muốn kiểm soát con đường duy nhất nối Groningen với Đức khi đó bị kiểm soát bởi những người Tây Ban Nha. Và con đường này thông qua đồng lầy Bourtange Moor.
Khoảng năm 1594, Bourtange đã trở thành một phần hệ thống công sự biên giới các tỉnh phía Bắc (gồm Groningen, Friesland, Drenthe) với Đức. Bourtange là một đô thị riêng biệt cho đến năm 1822, khi nó được sáp nhập với Vlagtwedde. Đến năm 1851, pháo đài trở thành một ngôi làng. Những năm 1960, tình trạng của ngôi làng xấu đi và Bourtange được nhà nước xây dựng lại theo phong cách kiến trúc 1740-1750. Sau đó nó được bảo tồn như là một bảo tàng ngoài trời.